# Linda Medley
Linda Medley (née le 17 mai 1964 à Stockton) est une auteure de bande dessinée américain principalement connue pour sa série Château l'attente (1996-2012). 

## Biographie
Linda Medley naît le 17 mai 1964 à Stockton en Californie. Après des études d'art, à San Francisco, avec une spécialisation en illustration pour livres de jeunesse, elle commence à travailler pour plusieurs éditeurs comme Grosset & Dunlap ou G. P. Putnam's Sons où elle illustre surtout des contes. Elle présente lors d'une convention ses dessins à un responsable de DC Comics qui lui enjoint de présenter ses travaux à des éditeurs de DC. Elle est engagée en 1989 par cet éditeur et travaille sur de nombreux comics dont Justice League of America, Doom Patrol (dans la collection Vertigo et Batman and Robin Adventures. Elle tient plusieurs rôles selon les séries s'occupant du dessin, de l'encrage, des couleurs, des dessins de couverture. Durant cette période  elle dessine aussi des épisodes  des Galactic Girls Guide, créé par Michael Kaluta et Elaine Lee mais Tundra Publishing, la maison d'édition qui devait publier cette série est racheté et le projet est abandonné . Elle travaille ensuite pour Image Comics, surtout sur la série Deathblow. En plus de cela, elle produit aussi des sculptures. Lassée de dessiner des super-héros, elle est convaincue par Mike Mignola de créer sa propre série. Elle invente alors le monde de Château l'attente (Castle Waiting en anglais). Pour le réaliser elle reçoit une bourse de la fondation Xeric pour autoéditer son projet. Elle nomme sa maison d'édition Olio Press et y publie donc le premier comics de cette série nommé Castle Waiting : The Curse of Brably Hedge. Cet essai se vend assez bien pour encourager Medley à éditer la suite de la série. En 1998, elle est la première dessinatrice à recevoir un prix Eisner, principale distinction de la bande dessinée américaine,.
Fatiguée du travail incessant que demande l'autoédition, Medley trouve refuge, en 2000, chez Cartoon Books, la maison d'édition de Jeff Smith, le créateur du comics Bone. Cependant, l'expérience tourne court et après seulement quatre numéros, Linda Medley retourne à l'autoédition. Après cinq numéros elle tente de nouveau de se faire éditeur par une autre société. Fantagraphics Books publie d'abord les dix-neuf premiers numéros de la série en un seul volume puis diffuse les nouveaux épisodes. En 2011, Fantagaphics publie le deuxième volume de Castle Waiting qui comprend seize numéros. Linda Medley n'est pas créditée sur la couverture et ce volume ne contient pas les deux épisodes finaux. Medley et Fantagraphics sont alors en conflit mais celui-ci se résout et Linda Medley publie les épisodes manquants chez Fantagraphics qui ensuite édite le volume deux avec tous les épisodes.
Elle s'arrête ensuite de dessiner, touchée par une spondylose cervicale et un syndrome du canal carpien. En 2016, elle reprend Castle Waiting avec une nouvelle aventure qui se déroule avant celle racontée dans les deux premiers tomes.

## Analyse
Le dessin de Linda Medley est influencé par les illustrateurs du début du XXe siècle. Elle cite Kay Nielsen mais est aussi marqué par Arthur Rackham et William Heath Robinson. Les lignes sont très marquées et les dessins sont clairs et détaillés. Le récit, inspiré des contes, et surtout ceux des frères Grimm, avance surtout grâce aux relations entre les personnages à la psychologie soignée. Bien que Castle Waiting soit de la fantasy, elle apparaît dans le choix des personnages (êtres hybrides, animaux parlants, Belle au bois dormant, etc.) plus que dans l'idée d'une quête et d'aventures extraordinaires. C'est la vie quotidienne d'un monde merveilleux qui est au cœur de l'œuvre.

## Publications
- Château l'attente, traduit de l’anglais par Fanny Soubiran :

1. Château l'attente (trad. Fanny Soubiran), Çà et là, 2007  (ISBN 9782916207223). Réédité par Delcourt en 2013.
2. Château l'attente : volume II (trad. Bob Stone), Delcourt, coll. « Contrebande », 2011  (ISBN 9782756020020).
3. Château l'attente : volume II - Addendum (trad. Bob Stone), Delcourt, coll. « Contrebande », 2013  (ISBN 9782756039985).

## Distinctions
- 1998 : Prix Eisner de la meilleure nouvelle série et du talent méritant une plus grande reconnaissance pour Château l'attente
- 2007 : Prix Millepages
- 2008 : Prix de la meilleure bande dessinée de science-fiction aux Utopiales